# Sandmischer

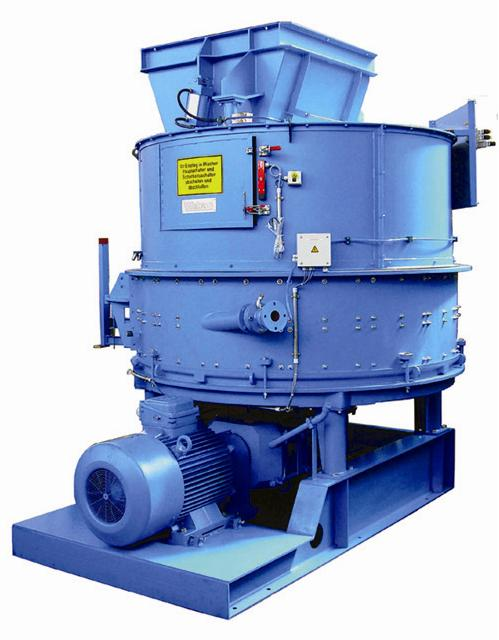
Sandmischer des Herstellers Webac

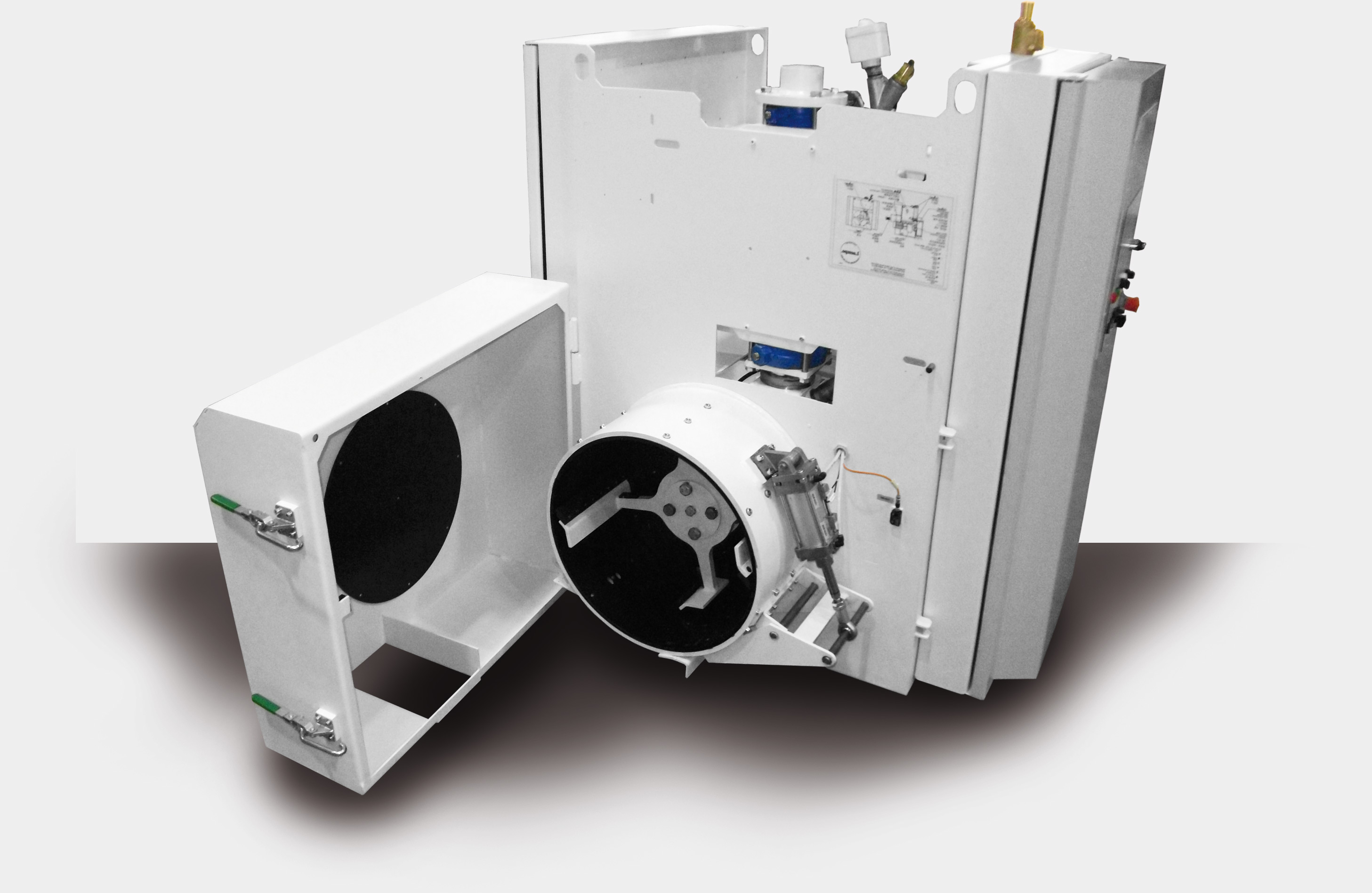
Sandmischer des Herstellers Laempe

Als Sandmischer wird in der Gießereitechnik eine Maschine bezeichnet, die die einzelnen Bestandteile des bei Sandguss benötigten Formstoffs – Sand, Bindemittel und Wasser – miteinander vermischt. Es existieren unterschiedliche Bauformen von Sandmischern, die sich in diskontinuierliche Mischer und kontinuierliche Mischer (oft auch als Durchlaufmischer bezeichnet) einteilen lassen. Bei diskontinuierlichen Mischern wird in den leeren Mischer eine bestimmte Menge Formstoff eingefüllt, durchmischt und der Mischer daraufhin vollständig entleert. Bei kontinuierlichen Mischern wird dagegen fortlaufend Formstoff hinzugegeben und entnommen. Hierzu besitzen kontinuierliche Mischer oft einen geneigten Behälter, der vom Formstoff langsam durchschritten wird.

## Bauformen

### Schaufelmischer
Schaufelmischer bestehen aus einem meist zylinderförmigen Grundkörper zur Aufnahme des Formstoffs. Innerhalb dieses Grundkörpers befindet sich eine rotierende Welle, an der Schaufeln angebracht sind, die für die Durchmischung des Formstoffs sorgen. Schaufelmischer sind beliebt bei Formstoffmischungen, in denen als Bindemittel Wasserglas, Öl oder Flüssigharz verwendet wird. Ebenfalls werden Schaufelmischer häufig zum Mischen des Sands für Kerne genutzt.

### Kollermischer
Der Kollermischer besteht aus einem Kollergang, der den Formstoff knetet und dabei verdichtet, und einem Wirbler, der ihn wieder auflockert. Die zylindrischen Walzen des Kollergangs drücken den Formstoff meist gegen den Boden und seltener gegen die Seitenwand des Behälters. Kollermischer werden für besonders plastische Formstoffe verwendet, die zu zäh für Schaufelmischer sind, ferner für die meisten Formstoffe mit Ton als Bindemittel.

### Gegenstrommischer
Das Prinzip des Gegenstrommischers ist es, Formstoff in zwei entgegengesetzte Richtungen rotieren zu lassen. An der Stelle, wo die beiden Formstoffstrudel aufeinandertreffen, erfolgt die Durchmischung. Die Rotation des Formstoffs wird durch zwei Wirbler, die in entgegengesetzte Richtungen laufen, sichergestellt. Alternativ kann ein einzelner Wirbler zentral im Behälter positioniert werden, während der Behälter selber eine Rotation mit entgegengesetztem Umlaufsinn erfährt. Es gibt auch Gegenstrommischer, bei denen der Behälterboden bewegt wird.
Ein Vorteil von Gegenstrommischern ist, dass die elektrische Energie, die für den Betrieb des Mischers benötigt wird, vollständig bei der Kollision von Formstoffpartikeln untereinander aufgenommen wird, während bei anderen Bauformen Formstoff mit hohen Geschwindigkeiten gegen die Behälterwand prallt und dabei seine kinetische Energie verliert.

### Sprühmischer
Sprühmischer können dann verwendet werden, wenn alle Zusätze zum Formsand in flüssiger Form vorliegen. Dabei wird der Formsand in eine schnelle Rotation versetzt; daraufhin werden die Zusatzstoffe über Düsen eingesprüht.